# 日本女子職業足球聯賽
日本女子職業足球聯賽（日语：日本女子プロサッカーリーグ），簡稱WE聯賽（WE League），或因贊助原因稱為「SOMPO WE聯賽」，是日本的頂級女子職業足球聯賽。WE聯賽是由日本足球協會（JFA）和日本女子職業足球聯盟主辦，而半職業的撫子聯賽將降至聯賽系統的第二級。由於WE聯賽是單一聯賽，所以不設升降級制度。

## 歷史
日本足球協會（JFA）一直以來都有舉辦女子足球聯賽，即「日本女子足球聯賽」（俗稱「なでしこ聯賽」）。然而為了進一步發展女子足球的專業水平，JFA構思建立一個以女子職業足球選手為主體的新聯賽。2019年9月，前日本女子國家足球隊的教練佐佐木則夫被任命為「女子新聯賽設立準備室」的室長，為新聯賽作準備工作。經過一年的籌備，JFA於2020年6月正式宣布成立新女子職業足球聯賽，並將其命名為「WE聯賽」，其中「WE」代表「Women Empowerment」（女性賦權）。
首屆賽季於2021年開始，聯賽初期計劃有6至10支球隊參加，並在聯賽和俱樂部穩定發展的幾年間不設降級制度，只接納新球隊加入。聯賽採用秋春制，即9月開幕，次年5月閉幕，所有球隊進行主客場雙循環比賽。此外，WE聯賽在成立後，原有的「なでしこ聯賽」仍將作為業餘最高級別聯賽繼續存在。2021年7月1日，WE聯賽的運營組織從一般社團法人轉變為公益社團法人，進一步確立其公益性質和運營基礎。

## 加入條件
要加入WE聯賽，俱樂部需要滿足以下條件（摘錄），除審查財務狀況等，審查其他方面詳細未公開。
- 組織結構：

1. 運營法人內的職員和管理層中，至少50%為女性（需在入會後3年內達成）。
2. 決策層中至少有一名女性（最好是董事會成員）。

- 球員和教練：

1. 與至少5名A級職業合同球員和10名B級或C級職業合同球員簽約。
2. 主教練需持有JFA S級（或相當於S級）或JFA A-Pro教練資格，或者正在參加S級資格培訓（限女性）。
3. 其他教練需持有JFA B級（或相當於B級）以上資格，守門員教練需持有JFA GK C級（或相當於GK C級）以上資格，並設置體能教練。
4. 教練團隊中至少有一名女性教練（主教練或助理教練）。

- 青訓體系：

1. 擁有U-18、U-15、U-12梯隊（U-18梯隊需在入會後3年內成立，U-12梯隊可用足球學校或訓練營代替）。

- 場地設施：

1. 確保符合WE聯賽標準的主場體育場，標準包括：
2. 可容納5000人以上的觀眾席。
3. 照明設備亮度達到1500勒克斯以上。
4. 設置大型顯示屏[5]。
5. 主場比賽需在該體育場舉行的比賽數量達到80%以上[6]。

## 參賽球隊
| 2023-24年WE聯賽參賽隊伍共有12支。 \| 中文名稱 \| 英文名稱 \| 所在城市 \| 上季成績 \| \| ---------------------- \| --------------------------------- \| ---------------- \| -------------------- \| \| 浦和紅鑽女子隊 \| Urawa Reds \| 埼玉縣埼玉市 \| 撫子聯賽甲組第 1 位 \| \| INAC神戶雌獅 \| INAC Kobe Leonessa \| 兵庫縣神戶市 \| 撫子聯賽甲組第 2 位 \| \| 日視東京綠茵美人 \| NTV Tokyo Verdy Beleza \| 東京都稻城市 \| 撫子聯賽甲組第 3 位 \| \| 仙台邁那比 \| Mynavi Sendai \| 宮城縣仙台市 \| 撫子聯賽甲組第 4 位 \| \| 廣島三箭女王 \| Sanfrecce Hiroshima Regina \| 廣島縣廣島市 \| 撫子聯賽甲組第 5 位 \| \| 大宮松鼠VENTUS \| Omiya Ardija Ventus \| 埼玉縣埼玉市 \| 撫子聯賽甲組第 6 位 \| \| 長野帕塞羅女子隊 \| AC Nagano Parceiro \| 長野縣長野市 \| 撫子聯賽甲組第 7 位 \| \| 市原千葉JEF聯女子隊 \| JEF United Chiba \| 千葉縣市原市 \| 撫子聯賽甲組第 8 位 \| \| 神奈川相模原野島斯特拉 \| Nojima Stella Kanagawa Sagamihara \| 神奈川縣相模原市 \| 撫子聯賽甲組第 9 位 \| \| 新潟天鵝女子隊 \| Albirex Niigata \| 新潟縣新潟市 \| 撫子聯賽甲組第 10 位 \| \| 埼玉妖精 \| Elfen Saitama \| 埼玉縣埼玉市 \| 撫子聯賽甲組第 11 位 \| \| 大阪櫻花洋馬 \| Cerezo Osaka Yanmar \| 大阪府大阪市 \| 撫子聯賽乙組第 4 位 \| | 仙台邁那比浦和紅鑽大宮松鼠埼玉妖精千葉市原日視美人神奈川相模原長野帕塞羅新潟天鵝神戶雌獅大阪櫻花洋馬廣島三箭女王 2023-24年WE聯賽參賽球會位置圖 |                  |                      |
| 中文名稱 | 英文名稱 | 所在城市         | 上季成績             |
| 浦和紅鑽女子隊 | Urawa Reds | 埼玉縣埼玉市     | 撫子聯賽甲組第 1 位  |
| INAC神戶雌獅 | INAC Kobe Leonessa | 兵庫縣神戶市     | 撫子聯賽甲組第 2 位  |
| 日視東京綠茵美人 | NTV Tokyo Verdy Beleza | 東京都稻城市     | 撫子聯賽甲組第 3 位  |
| 仙台邁那比 | Mynavi Sendai | 宮城縣仙台市     | 撫子聯賽甲組第 4 位  |
| 廣島三箭女王 | Sanfrecce Hiroshima Regina | 廣島縣廣島市     | 撫子聯賽甲組第 5 位  |
| 大宮松鼠VENTUS | Omiya Ardija Ventus | 埼玉縣埼玉市     | 撫子聯賽甲組第 6 位  |
| 長野帕塞羅女子隊 | AC Nagano Parceiro | 長野縣長野市     | 撫子聯賽甲組第 7 位  |
| 市原千葉JEF聯女子隊 | JEF United Chiba | 千葉縣市原市     | 撫子聯賽甲組第 8 位  |
| 神奈川相模原野島斯特拉 | Nojima Stella Kanagawa Sagamihara | 神奈川縣相模原市 | 撫子聯賽甲組第 9 位  |
| 新潟天鵝女子隊 | Albirex Niigata | 新潟縣新潟市     | 撫子聯賽甲組第 10 位 |
| 埼玉妖精 | Elfen Saitama | 埼玉縣埼玉市     | 撫子聯賽甲組第 11 位 |
| 大阪櫻花洋馬 | Cerezo Osaka Yanmar | 大阪府大阪市     | 撫子聯賽乙組第 4 位  |

## 歷屆冠軍
| 賽季    | 冠軍           | 亞軍           |
| ------- | -------------- | -------------- |
| 2021–22 | INAC神戶雌獅   | 浦和紅鑽女子隊 |
| 2022–23 | 浦和紅鑽女子隊 | INAC神戶雌獅   |
| 2023–24 | 浦和紅鑽女子隊 | INAC神戶雌獅   |
| 2024–25 | 日視美人隊     | INAC神戶雌獅   |

## 外部連結
- WE聯賽 – 官方網站 （页面存档备份，存于）
- WE League的X（前Twitter）
- WE League的Instagram帳戶